# Yátova
Yátova (valencianisch Iàtova) ist eine Gemeinde in der Comunitat Valenciana in Spanien. Die Gemeinde gehört zur Provinz Valencia und ist ein Teil des Landkreises Hoya de Buñol.

## Geographie

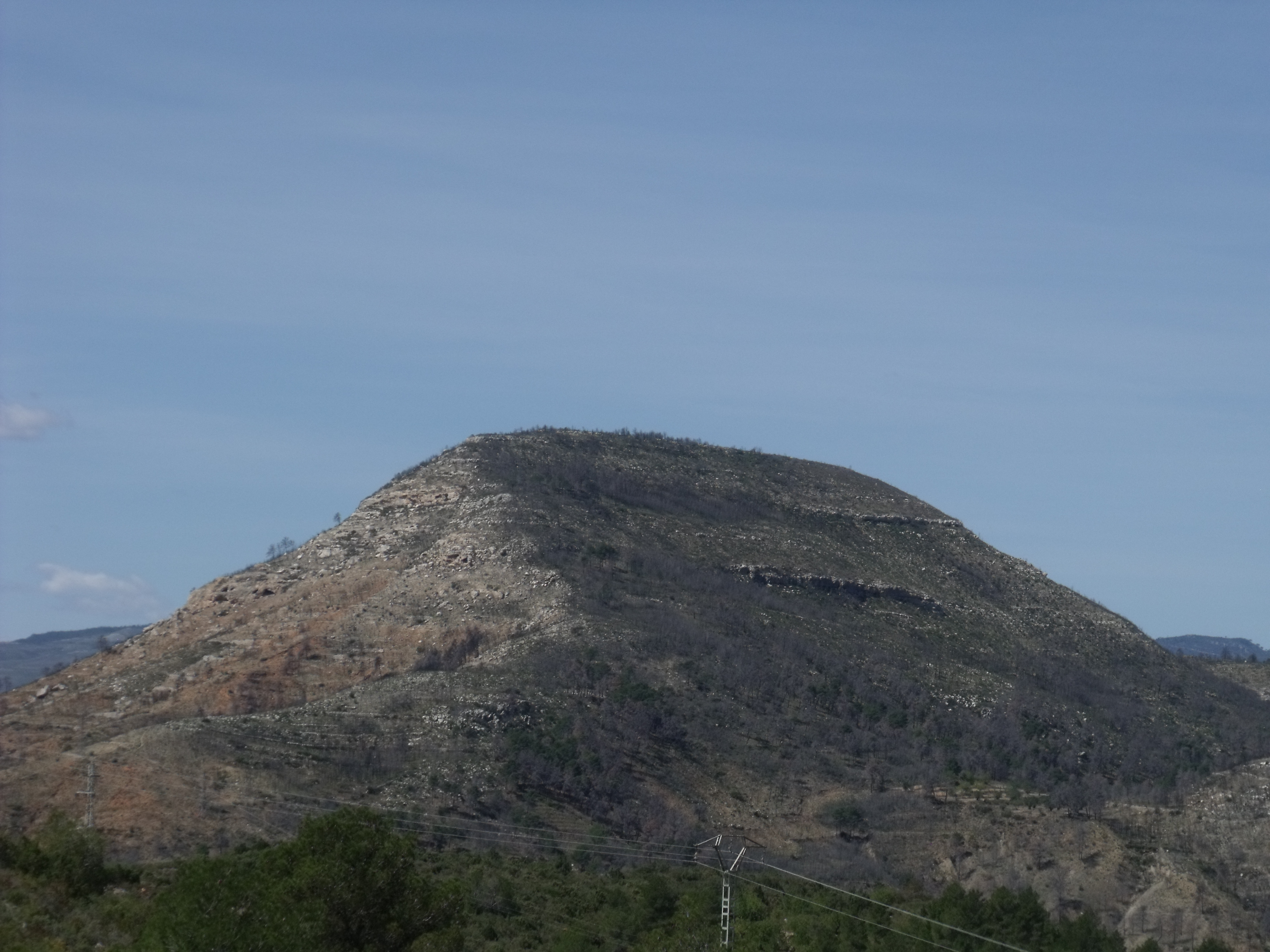
Berg Montratón oder Motrotón

Die Gemeinde Yátova ist von Valencia aus über die A-3 (Anschlussstelle 319 Buñol) erreichbar und ist etwa 40 Kilometer von der Großstadt entfernt.
Die Gemeinde zeichnet sich durch ihre gebirgige Umgebung aus, sie liegt 420 Meter über NN in der Nähe des 612  Meter hohen Berges Motrotón.

## Geschichte
Man stellte fest, dass schon in der Bronzezeit die Umgebung von Yátova bewohnt wurde.
| Jahr      | 1900  | 1920  | 1940  | 1950  | 1960  | 1970  | 1981  | 1991  | 2000  | 2005  | 2006  | 2007  | 2008  |
| Einwohner | 2.173 | 2.478 | 2.164 | 2.296 | 2.174 | 1.991 | 2.005 | 1.997 | 1.978 | 1.999 | 2.083 | 2.123 | 2.166 |

## Verwaltung
Von 1995 an hatte Pablo Guerrero das Amt des Bürgermeisters für eine Amtsperiode, also vier Jahre, inne. Er gehört der Partei PSOE an. Von 1999 bis 2003 gab es eine Doppelbürgermeisterschaft, bis Raffael Lisarde Cifre die Wahl zum Bürgermeister für sich entscheiden konnte. Er trägt sein Amt seit in der zweiten Amtsperiode am Stück seit 2007. Cifre gehört dem PP an.

## Wirtschaft
Die Gemeinde lebt schon seit längerem von der Landwirtschaft. Vor allem der Johannisbrotbaum, der Mandelbaum und Oliven werden in Yátova angepflanzt.

## Lokale Feierlichkeiten
- San Antonio Abad: Das Fest zu seinen Ehren findet jedes Jahr am 17. Januar statt.
- Fallas: Dieses Fest wird in der auf das Fest des Heiligen Joseph (19. März) folgenden Woche begangen.
- Fiestas Patronales: Das Fest, das zu Ehren des Stadtpatrons ausgerichtet wird, in Yátova der Heilige Isidro Labrador, wird am 15. Mai begangen.